# 기본 인증
기본 인증 또는 기본 액세스 인증, 기본 접근 인증(Basic access authentication)은 HTTP 트랜잭션의 맥락에서 요청 시 HTTP 사용자 에이전트(예: 웹 브라우저)가 사용자 이름과 비밀번호를 제공하는 방법이다. 기본 HTTP 인증에서 요청에는 Authorization: Basic <credentials> 형식의 헤더 필드가 포함된다. 여기서 <credentials>는 단일 콜론(:)으로 결합된 ID 및 비밀번호의 인코딩이다.
처음에 1993년 CERN에서 구현되었으며 1996년 HTTP 1.0 사양에서 정의되었다. 2015년부터 지정되었으며 1999년부터 사용되지 않는다.

## 특징
HTTP 기본 인증(BA) 구현은 쿠키, 세션 식별자 또는 로그인 페이지가 필요하지 않기 때문에 웹 리소스에 대한 접근 제어를 적용하는 가장 간단한 기술이다. 오히려 HTTP 기본 인증은 HTTP 헤더의 표준 필드를 사용한다.

## 같이 보기
- 다이제스트 인증